# Songs from the Wood
Songs from the Wood ist das zehnte Studioalbum der Progressive-Rock-Band Jethro Tull.

## Geschichte
Die Band nahm das Album 1976 auf. Aufnahmeort war unter anderem London. Das Album wurde im Februar 1977 veröffentlicht. 2003 erschien eine remastered CD mit den Songs der LP-Version und zwei Bonustiteln.

## Album
Songs from the Wood gilt als erstes Album der Folkrock-Phase Jethro Tulls. Es enthält jedoch auch Jethro-Tull-typische Elemente des Progressive Rock. Die Texte handeln von „Liedern aus dem Wald“ und preisen das Leben im Einklang mit der Natur. Sie sind nicht sarkastisch wie viele frühere Jethro-Tull-Texte und beziehen sich oft auf Motive alter englischer Volkslieder, darunter auch die – nur wenig umschriebene – Sexualität. Mehrere Lieder nehmen Bezug auf vorchristliche keltische Traditionen.
Jack-in-the-Green war zuerst in einer 3:30-Minuten-Fassung auf dem Album und wurde später durch eine rund 2:27 Minuten lange Fassung ersetzt.

### LP-Version
Das Titelstück beginnt madrigalartig mit einem A-cappella-Chor. Es wird zunehmend rockig, greift aber mehrmals auf das Anfangsthema zurück. Der Schlusssatz ist programmatisch für das Album: Songs from the wood make you feel much better (etwa: „Lieder aus dem Wald lassen es dir viel besser gehen“). Das Stück Jack-in-the-Green handelt von einer Sagengestalt, die für das Wachsen der Pflanzen zuständig ist, entsprechend dem Green Man der keltischen Tradition. Er muss sich mit modernen Anlagen wie Hochspannungsleitungen auseinandersetzen, was ihm gelingt. Das Stück wird allein von Ian Anderson in akustischer Instrumentierung ähnlich einem Volkslied vorgetragen.
Cup of Wonder besingt den Rhythmus der Natur, der im Einklang steht mit den „heidnischen“ Festen: als Höhepunkt wird das Beltane-Fest am Vorabend des 1. Mai besungen, bei dem traditionell viele Mädchen entjungfert wurden. Der Green Man wird erneut erwähnt. Die titelgebende Tasse dient einem Ritus und ist mit einer roten Flüssigkeit – Wein oder Blut? – gefüllt. Der liedartige Aufbau wird durch akustische Gitarrenriffs kontrastiert. Die Hauptfigur in Hunting Girl ist eine aristokratische Frau, die einen jungen Bauern – den Sänger – auf dem Feld verführt. Das Stück ist schnell und rockig; Querflöte, E-Gitarre, Bass und Orgel setzen in schneller Folge Akzente. Ring Out, Solstice Bells besingt die Mittwintersonnenwende, ein weiteres vorchristliches Fest. Das Lied ist ruhig; ungewöhnlich für Jethro-Tull-Songs kommt darin Händeklatschen vor.
Mit Velvet Green ist das grüne, samtene Gras Schottlands gemeint. Der Sänger, ein liebender Mann, der mit der Natur im Einklang ist, spricht in der Nacht unter freiem Himmel eine junge Frau an, die er liebt und mit der er schlafen möchte; am Ende der Nacht muss sie jedoch allein zu ihrer Mutter zurückkehren. Der Beginn des Stücks erinnert an Barockmusik. Akustische Instrumente dominieren anfangs, im weiteren Verlauf wird der Klang rockiger. The Whistler – der Pfeifer – ist ein Spielmann, der viele Versprechungen macht, aber am siebten Tag fortgehen wird. Er fordert zum Mitkommen auf und meint, dass er und die Mitkommenden „das erste Korn der Liebe“ in den Händen halten. Im Stück dominieren akustische Instrumente, vor allem die Tin Whistle.
Pibroch (Cap in Hand) ist mit seiner Dominanz der E-Gitarre das rockigste Stück auf dem Album. Es weist ein langes Zwischenspiel auf. Pibroch ist eine traditionelle schottische Musikform, in der lange Stücke mit der Great Highland Bagpipe in verschiedenen Gefühlslagen, etwa dem Klagelied, vorgetragen werden. Der Sänger singt von einer unerwiderten Liebe – er schaut durch das Fenster der Geliebten, doch der Tisch ist schon für einen anderen gedeckt. Fire at Midnight ist ein ruhiges, von akustischen Instrumenten geprägtes Liebeslied, in dem der Sänger nach getaner Arbeit an einem mitternächtlichen Kaminfeuer sitzt. Seine Geliebte soll sich ins Bett begeben, während er noch am Feuer sitzt; er gibt zu, dass er nur selten Liebeslieder singt und freut sich, wieder zuhause zu sein.

### Bonustitel
Beltane besingt ausführlich das Beltane-Fest. Eine 1977 von der BBC aufgenommene Live-Version von Velvet Green beschließt die CD-Version des Albums.

## Cover
Die Vorderseite zeigt kein Gemälde, obwohl auf der Rückseite des Covers der credit „front cover painting by Jay L. Lee“ zu finden ist. Tatsächlich handelt es sich um ein Foto, auf dem Umrisse, Linien und Konturen mit einem Stift einfach nachgezogen wurden (siehe Äste, Hundeschnauze oder Stiefel). Mit Farbe wurde nur vereinzelt über das Foto gemalt (siehe Feuer). Dass es sich um ein Foto und nicht um ein Gemälde handelt, beweisen mehrere andere ähnliche Fotos aus derselben Fotosession, die zum Teil im Tourprogramm der Großbritannien-Tournee 1977 und auf dem Konzertplakat zu sehen sind. Auch scheint es den Künstler Jay L. Lee nicht zu geben. Vermutlich liegt dem credit „painting by …“ wieder ein typischer Streich Ian Andersons zugrunde, der sein Publikum sehr gerne auf den Arm nimmt. „Painting by“ könnte sich auch lediglich auf das Nachbearbeiten des Fotos beziehen.
Das LP-Cover stellt Ian Anderson dar, der nach erfolgreicher Jagd mit Hund und Jagdbeute an einem Lagerfeuer hockt. Sein Hut liegt im Hintergrund auf einem Baumstumpf. Unter dem Bandnamen steht die Zeile with kitchen prose, gutter rhymes and divers, darunter der Albumtitel (also etwa: „Jethro Tull // mit Küchenprosa, Gossenreimen und allerlei // Liedern aus dem Wald“). Das Bild auf der Rückseite zeigt den Baumstumpf der Vorderseite, als Plattenspieler dargestellt, wobei der Tonarm auf den Jahresringen des Baumes liegt. Neben den Angaben zu Titeln und Mitwirkenden – einschließlich eines Holzfällers – sind in kleinerer Schrift Bandname und Albumtitel sowie eine Strophe aus dem Titelsong abgedruckt, die programmatisch für das Album ist.

## Titelliste
Die Texte und Kompositionen stammen, wie bei Jethro Tull üblich, von Ian Anderson. Martin Barre und David Palmer steuerten einzelne Elemente bei. Jack-in-the-Green wurde ausschließlich von Anderson eingespielt.

### Seite A
1. Songs From the Wood (4:52)
2. Jack-in-the-Green (3:30 bzw. 2:27)
3. Cup of Wonder (4:30)
4. Hunting Girl (5:11)
5. Ring Out, Solstice Bells (3:43)

### Seite B
1. Velvet Green (6:03)
2. The Whistler (3:30)
3. Pibroch (Cap in Hand) (8:27)
4. Fire at Midnight (2:26)

### Extratitel
Die überarbeitete CD enthält zusätzlich diese zwei Titel:
1. Beltane (5:19)
2. Velvet Green (Live) (5:56)

## Rezeption

### Chartplatzierungen
Das Album erreichte Platz 13 in Großbritannien und Platz 8 in den USA. Die Single The Whistler kam auf Platz 59 in den Billboard Hot 100. Bei Allmusic erhielt das Album vier von fünf möglichen Punkten.
| ChartsChartplatzierungen       | Höchstplatzierung | Wochen |
| ------------------------------ | ----------------- | ------ |
| Deutschland (GfK)              | 10 (7 Wo.)        | 7      |
| Österreich (Ö3)                | 23 (8 Wo.)        | 8      |
| Schweiz (IFPI)                 | 45 (1 Wo.)        | 1      |
| Vereinigte Staaten (Billboard) | 13 (12 Wo.)       | 12     |
| Vereinigtes Königreich (OCC)   | 8 (22 Wo.)        | 22     |

### Auszeichnungen für Musikverkäufe
| Land/Region                  | Auszeichnungen für Musikverkäufe (Land/Region, Auszeichnung, Verkäufe) | Verkäufe |
| ---------------------------- | ---------------------------------------------------------------------- | -------- |
| Kanada (MC)                  | Gold                                                                   | 50.000   |
| Vereinigte Staaten (RIAA)    | Gold                                                                   | 500.000  |
| Vereinigtes Königreich (BPI) | Silber                                                                 | 60.000   |
| Insgesamt                    | 1× Silber · 2× Gold ·                                                  | 610.000  |

## Sonstiges
Das Lied Jack-in-the-Green wurde von Michael Völkel in einer deutschsprachigen Version veröffentlicht.